# Пессимизация
Пессимиза́ция — понижение позиции сайта в выдаче поисковой системы (искусственное снижение релевантности запросу). Накладывается на сайты администраторами поисковых систем или автоматически на основании выявления нечестных приемов «раскрутки» на пессимизируемом сайте. Это обычно наличие неуникального контента на сайте и быстрый набор неестественных ссылок, а также агрессивная реклама, вирусы в коде и другое. Применяя пессимизацию, поисковые системы стремятся сделать свою выдачу более полезной и релевантной поисковому запросу пользователя.
Накладывается на сайты администраторами поисковых систем или автоматически после обнаружения нечестных приемов раскрутки пессимизированного сайта. Это обычно наличие неуникального контента и быстрый набор неестественных ссылок, а также агрессивная реклама, вирусы в коде и т.п.